# Hennie Stamsnijder
Hennie Stamsnijder, nacido el 25 de julio de 1954 en Enter, fue un ciclista holandés. Destacó en la modalidad de Ciclocrós siendo campeón mundial élite en 1981. 

## Palmarés

### Ciclocrós
| 1977 - Campeonato de los Países Bajos de Ciclocrós 1978 - 2.º en el Campeonato de los Países Bajos de Ciclocrós 1979 - Campeonato de los Países Bajos de Ciclocrós 1980 - 3.º en el Campeonato Mundial de Ciclocrós - 3.º en el Campeonato de los Países Bajos de Ciclocrós 1981 - Campeonato Mundial de Ciclocrós - Campeonato de los Países Bajos de Ciclocrós 1982 - 3.º en el Campeonato Mundial de Ciclocrós - Campeonato de los Países Bajos de Ciclocrós | 1983 - Campeonato de los Países Bajos de Ciclocrós 1984 - 2.º en el Campeonato Mundial de Ciclocrós - Campeonato de los Países Bajos de Ciclocrós 1985 - 2.º en el Campeonato de los Países Bajos de Ciclocrós 1986 - 3.º en el Campeonato Mundial de Ciclocrós - Campeonato de los Países Bajos de Ciclocrós 1987 - Campeonato de los Países Bajos de Ciclocrós 1988 - Campeonato de los Países Bajos de Ciclocrós |